# Maskirni vzorec
Maskirni vzorec ali maskiranje je uporaba katere koli kombinacije materialov, obarvanost, ali osvetlitev za prikrivanje silhuete bodisi živali ali predmetov, katere je potem težje opaziti. Primeri vključujejo leoparda, katerega pikčast kožuh je bil motiv oziroma navdih za moderne uniforme vojaškega osebja. Del novejših uniform ima v maskirnem vzorcu tudi elemente, katere uporablja žuželka v podobi lista za svoje prikritje. Naloga maskirnega vzorca je tudi preprečevanje opaznosti gibanja. Če tudi opazovalec opazi gibanje, ga še vseeno težje locira in določi točno točko, kje ga je zaznal. Večina metod maskirne tehnike pogosto spominja na ozadje oziroma okolico, katero je visoko kontrastno in motečega obarvanja, ki odpravlja sence in preprečuje nastanek le teh. Na odprtem morju, kjer ni ozadja so glavne metode maskiranja preglednost, srebrenje in preprečevanje senčenja, medtem ko sposobnost za proizvodnjo svetlobe med drugim uporabljajo za nasprotno osvetlitev. Dober primer so lignji, kateri uporabljajo to tehniko za svoje prikritje pred plenilci. Nekatere živali, kot kameleoni in hobotnice, lahko aktivno spreminjajo svoj vzorec in barve kože, naj gre za prikrivanje ali za signalizacijo.

## Vojne in razvoj maskirnega vzorca
Vojaška kamuflaža je doživela preporod z večjim obsegom in točnostjo novejšega strelnega orožja v 19. stoletju. Zlasti zamenjava nenatančnih pušk z natančnimi je osebno prikrivanje oziroma maskirni vzorec v boju dvignila do nivoja, za katerega pravimo, da je že veščina preživetja. V 20. stoletju se je maskirni vzorec hitro razvijal, posebej v času prve svetovne vojne. Za boj na kopnem so umetniki, kot so André Mare oblikovali sheme in maskirne vzorce za prikrivanje opazovalnih točk, katere so delovala kot drevesa in grmičevje. Na morju, so bile trgovske ladje in vojaški čolni prebarvani v svetleče, odbijajoče se barve in bleščečih vzorcev, kateri so bili zelo vidni, vendar zasnovani tako, da so zmedli sovražne podmornice, katere niso mogle določiti hitrost, oddaljenost in smer tarče. Med in po drugi svetovni vojni, so različne maskirne vzorce uporabljali za letala in kopenska vozila v različnih spektrih vojne. Uporaba radarjev od sredine 20. stoletja je v veliki meri imela velik vpliv na prikrivanje vojaških letal z maskirnimi vzorci, saj je njihov namen zastarel. Po drugi svetovni vojni je bilo maskiranje namenjeno za zaščito vojaške opreme, kot so vozila, orožje, ladje, letala in utrdbe, kot tudi za zaščito vojakov na njihovih pozicijah. Maskirni vzorec ima na vozilih in nepremični opremi omejeno učinkovitost, čeprav uporabljajo maskirne vzorce. Boljše rezultate ne odkrivanja pozicij opreme in vozil dosegajo raznovrstne maskirne mreže, zasloni, prevleke in vegitacije, kateri razbijejo silhuete statičnih vozil in opreme ter tako zmanjašajo opaznost in absorbirajo radarske valove in infrardeče žarke. Nekateri vojaški tekstil in maskirni vzorec na vozilih, pomaga zagotoviti prikrivanje proti nočnim opazovalnim napravam. Po drugi svetovni vojni je bilo zaradi radarjev prikrivanje običajno manj učinkovito, čeprav so bile obalne ladje včasih pobarvane kot kopenska vozila, zaradi manjše strateške pomembnosti. V večini primerov pa so bile te tehnike neučinkovite in posledično razkrite. 
Veliko maskirnih tekstilnih vzorcev je bilo razvito, da bi ustrezali potrebam za boj na različnih območjih (na primer gozd, sneg, trava in puščava). Pri projektiranju vzorca, kateri bi ustrezal vsem potrebam in različnim okoliščinam se je zalomilo, ker se je tovrstna učinkovitost izkazala za nedosegljivo. Američani so izdelali UCP maskirni vzorec leta 2004, ki je bil kasneje umaknjen iz uporabe zaradi neučinkovitosti v različnih okoljih. Problem s pripravo vzorca, kateri bi deloval in ustrezal v različnih okoljih je bil rešen z uporabo tehnologije pixellated. Ta tehnologija je vzorce in oblike zasnovala digitalno in s tem zagotovila fraktalno podobo oblik različnih velikosti. Učinek je takšen, da je učinkovit na blizu in na daljavo. 

## Uporaba v civilne namene
Ne-vojaška uporaba maskirnih vzorcev se uporablja v telekomunikaciji, predvsem na oddajniških stolpih in pa v lovstvu, kjer lovci z maskirnimi vzorci lažje uplenijo bolj pazljivo divjad. Lovci na malo divjad že dolgo uporabljajo maskirne vzorce v obliki materialov, kot so živalske kože, blato, listje in veje. Zelene ali rjave barve oblačil jim omogočijo neopažen pristop pozorni divjadi. Moderna lovska oblačila omogočajo uporabo materialov, ki zagotavljajo moteč maskirni vzorec za divjad. Primer: leta 1986 je lovec Bill Jordan ustvaril oblačila za lovce tiskana s slikami posameznih vrst vegetacije, kot so trave in veje.
Vzorci, ki izhajajo iz vojaške kamuflaže se pogosto uporabljajo na modnih oblačilih, ki izkoriščajo svoj močen stil in simboliko samega maskirnega vzorca. Tematika maskirnega vzorca se ponavlja v sodobni umetnosti ter v prenesenem pomenu in dobesedno v znanstveni fantastiki in v literarnih delih. 
Kamuflaža se občasno uporablja za izdelavo zgradb, katere bi s svojo podobo uničile izgled avtohtonega okolja. Tak primer je v Južni Afriki, kjer so telekomunikacijski stolpi zgrajeni v obliki dreves (antene so v obliki drevesnih vej in listja). Razlog za to je odpor domačinov in lokalne skupnosti. Ta metoda je dražja (trikrat večji stroški izgradnje, kot običajno).
Avtomobilski proizvajalci pogosto uporabljajo maskirne vzorce, da bi prikrili obliko novih prihajajočih izdelkov. To prikrivanje je zasnovano tako, da zabriše vidne linije na vozilu, in se uporablja skupaj s polnilom, pokrovi in nalepkami. Namen vzorcev "je preprečiti vizualno opazovanje (in v manjši stopinji fotografiranje), katero bi naknadno lahko omogočilo reprodukcijo oblike vozil konkurenci.

## Odkritje in uporaba
V antični Grčiji, je Aristotel prvi omenil tovrstno spreminjanje barve in uporabo maskirnih vzorcev pri hobotnici, katera to uporablja za maskiranje in za opozarjanje plenilcev. Maskiranje je zanimiva raziskovalna tema v zoologiji že stoletja. Darwinova teorija naravne selekcije 1859 vključuje tematiko maskirnega vzorca in maskiranja v živalskem svetu. Nekatere živali, ki imajo sposobnost maskiranja imajo prednost pri razmnoževanju, pred člani iste vrste, saj jim neopaznost omogoča več potomcev. V Darwinovi teoriji Izvor vrst.
Nekatere živali so se aktivno skušale skriti z materiali, kot so vejice, pesek, lupine in listi iz njihovega okolja, da bi prikrile svoj obris in dosegle ujemanje z ozadjem. Primer je rakovica, kateri hrbet krijejo morske alge, spužve in kamni, katere nosi s sabo. Druge vrste uporabljajo svoje zadnje noge, da se zakopljejo v pesek ali prah in se tako skrijejo oziroma čakajo v zasedi. Tako da lahko maskirni vzorec pomaga tako plenu, kot plenilcu.
Podobna načela se lahko uporablja za vojaške namene, na primer, ko ostrostrelec nosi Ghillie obleko prikrito z materiali, kot so šopi trave iz neposrednega okolja ostrostrelca. Take obleke so uporabili že leta 1916, ko je britanska vojska izdelala program slojev, odtenkov in barv za ostrostrelce.